# Stato vegetativo
Lo stato vegetativo è una condizione di incoscienza e inconsapevolezza di sé e dell'ambiente circostante dovuto ad una grave menomazione degli emisferi cerebrali.
Il degente che si trova in stato vegetativo può avere riflessi complessi come movimenti oculari e sbadigli ma non ha alcuna consapevolezza di sé e di quello che lo circonda.
Lo stato vegetativo viene definito persistente (stato vegetativo persistente, SVP) - in inglese Persistent Vegetative State (PVS) - se protratto nel tempo e permanente quando si presume che sia irreversibile.
Esistono oggi tuttavia ancora molte controversie sia da un punto di vista medico che legale sul fatto che questa condizione sia irreversibile o meno. In casi molto rari il degente in stato vegetativo può avere dei miglioramenti raggiungendo uno stato di minima coscienza o un livello superiore di coscienza.
Questa condizione viene anche definita con altri termini, che stanno cadendo in disuso, quali stato di non consapevolezza post-traumatica, sindrome apallica oppure coma vigile.

## Definizione e terminologia medica
La sindrome è descritta, inizialmente, da Ernst Kretschmer, nel 1940, che la definisce sindrome apallica. Lo psichiatra austriaco descrive uno stato clinico caratterizzato dalla perdita della funzione del pallio, la parete dorsale del telencefalo, che ricopre a guisa di volta i ventricoli; in seguito si utilizza anche il termine di sindrome di Kretschmer.
Il termine stato vegetativo persistente è proposto, nel 1972, dal neurochirurgo scozzese Bryan Jennett e dal neurologo statunitense Fred Plum per descrivere una nuova sindrome che sembra comparire grazie alle possibilità della medicina moderna di mantenere in vita i corpi dei pazienti.
Lo stato vegetativo persistente consiste in pratica in una condizione continuativa (almeno alcune settimane) di veglia incosciente.
La terminologia in questa area è piuttosto confusa. Mentre il termine "stato vegetativo persistente" è il più frequentemente utilizzato dai media e negli articoli di legge, il suo uso viene scoraggiato dai neurologi, che preferiscono la tipologia proposta dal Royal College of Physicians (RCP) del 1996 che distingue tra stato vegetativo, lo stato vegetativo continuo, e lo stato vegetativo permanente. Questa tipologia distingue vari stadi della condizione piuttosto che utilizzare un termine generico per tutti. Nel suo libro più recente The Vegetative State lo stesso Jennett adotta questa denominazione, sulle basi che la componente del termine "persistente" «possa sembrare di voler suggerire irreversibilità».
Il comitato australiano National Health and Medical Research Council ha suggerito come alternativa il termine non responsitività dopo il coma (post coma unresponsiveness).

## Definizione legale
Lo stato vegetativo va distinto sia sul piano clinico che giuridico, dalle condizioni definite come morte cerebrale o coma irreversibile. In questi casi è presente la completa e irreversibile perdita di attività dell'encefalo, confermata dalle registrazioni elettrofisiologiche, e delle funzioni vitali correlate, fra cui l'attività respiratoria. La morte cerebrale è, quindi, una condizione completamente diversa dallo stato vegetativo, che non viene riconosciuto come morte in nessun sistema legale.
Rimane tuttavia una "area grigia" legale intorno a questo stato. Tale fatto ha portato ad alcune polemiche mediatiche e legali riguardanti persone in stato di coma vigile, con accesi dibattiti bioetici.
Casi noti includono Paul Brophy, Sunny von Bülow e Tony Bland, che crearono un precedente nel Regno Unito. Il caso altamente pubblicizzato di Terri Schiavo negli Stati Uniti coinvolgeva dispute sulla diagnosi di SVP emanata da vari medici incaricati dalla corte. Gli appelli proposti alla corte furono respinti ed il sondino nasogastrico di alimentazione di Terry Schiavo venne rimosso, portando alla morte. Analogo il caso italiano di Eluana Englaro.

## Criteri diagnostici
Si considera un soggetto in stato vegetativo quando:
- gli occhi sono aperti, abitualmente presenta una mobilità oculare e delle palpebre, ma non segue con lo sguardo uno stimolo visivo
- non ha alcuna coscienza di sé né dell'ambiente circostante
- è presente il ciclo sonno-veglia
- mostra schemi riflessi di movimento in risposta a stimoli dolorosi, non volontari
- compie movimenti spontanei stereotipati, non finalistici
- può presentare alcuni riflessi arcaici tra cui movimenti di masticazione, smorfie del viso, sbadiglio, e presa della mano ("grasping") se messa a contatto con qualcosa, ma non in esecuzione ad un ordine espresso (il che indicherebbe uno stato di coscienza minima)
- può riacquisire il respiro autonomo e la deglutizione.

I pazienti in uno stato vegetativo persistente possono seguire cicli sonno-veglia, oppure restare in uno stato di veglia cronico. Possono mostrare alcuni comportamenti che possono essere il prodotto di un parziale stato di coscienza, come il digrignamento dei denti, ingoiare, singhiozzare, sorridere, lacrimare e piangere, fare moine, farfugliare, sbuffare, oppure urlare senza alcuno stimolo esterno apparente.
Nel caso di malati terminali di alcune forme di Parkinson o di vari tipi di demenza e con gravi danni cerebrali, che mostrino sintomi apparentemente simili allo stato vegetativo, occorre fare diagnosi differenziale con condizioni neurologico-psichiatriche diverse come la catatonia, lo stupor, il sopore.

### Possibilità di risveglio
Molti pazienti emergono da uno stato vegetativo in poche settimane, ma per quelli che non si riprendono entro 30 giorni si parla di stato vegetativo persistente (SVP). Le possibilità di recupero dipendono dall'entità della lesione al cervello e dall'età del paziente, con le migliori possibilità di recupero per i giovani rispetto agli anziani. Generalmente gli adulti hanno il 50% ed i bambini il 60% di chance di recuperare la coscienza da uno stato SVP nei primi 6 mesi.
Dopo un anno, le possibilità che un paziente in stato vegetativo persistente riguadagni la coscienza sono molto basse e la maggior parte dei pazienti che recuperano la coscienza sperimentano disabilità significative. Quanto più a lungo un paziente si trova nel SVP, tanto maggiori saranno le disabilità risultanti. La riabilitazione può contribuire al recupero, ma molti pazienti non progrediscono mai al punto di essere capaci di prendersi cura di sé stessi.
Alcuni malati, dopo un periodo di coma e/o di stato vegetativo, recuperano una condizione di minima interazione con l'ambiente e vengono talvolta considerati nella categoria allargata dei soggetti vegetativi; si tratta invece di soggetti in stato minimamente cosciente (minimally responsive o minimally conscious patients). Si registrano pochissimi casi di persone che si sono riprese da un lungo stato di coma vigile.
Se il coma apallico sia dunque effettivamente irreversibile è oggetto di disputa dal momento che sembra vi siano stati rari casi come quello dell'australiano Terry Wallis, in coma e poi in stato vegetativo in seguito a un grave incidente del 1984, che venne seguito attentamente per anni prima del suo improvviso risveglio avvenuto 19 anni dopo, nel 2003. Sembra che, dopo una diagnosi iniziale di SVP, Terry Wallis sia passato a MCS, ovvero uno stato di responsività minima o stato minimamente cosciente, differente dal SVP. Nel 2003 Wallis ha improvvisamente recuperato la parola, pur rimanendo tetraplegico e con grave disartria, riuscendo a comunicare con i famigliari. Una recente ricerca evidenzierebbe funzioni neurologiche cognitive anche negli stati vegetativi.
Il punto principale delle dispute riguarda dunque non tanto il fatto che uno SVP possa essere reversibile (considerare normalmente possibile il passaggio da SVP a MCS come nel caso di Wallis è una "generalizzazione semplicistica") ma piuttosto l'affidabilità della diagnosi di stato vegetativo persistente o permanente, in particolare quando questa diagnosi viene emessa da un numero limitato di neurologi. Uno studio del 1996 su 40 pazienti nel Regno Unito riteneva che il 43% di quelle diagnosi di stato di SVP fossero errate - che fossero in realtà casi stati di minima coscienza oppure sindrome locked-in -, ed un altro 33% di questi pazienti riuscì a riprendersi mentre lo studio era in corso.
A parte Terry Wallis, in seguito deceduto nel 2022, presunti casi di "risveglio" da conclamato stato vegetativo per stati di coscienza minima o parziale, sono quelli di Ariel Sharon, che però non recuperò mai la coscienza ma solo la reazione ad alcuni stimoli, e Salvatore Crisafulli, entrambi deceduti in seguito. Nel 2017 un uomo francese di 35 anni, in stato vegetativo da 15 anni, ha dato segnali di coscienza dopo una terapia sperimentale di stimolazione elettrica continua del nervo vago, durata 1 mese. La terapia è continuata per 9 mesi, senza miglioramenti ma nemmeno regressioni.
Nessuno di loro ha recuperato funzioni come la parola e movimenti minimi, come avvenuto nel caso unico di Wallis.

## Numeri
In Italia si stima siano tra i 3 000 e i 3 500 i pazienti in Stato Vegetativo e in Stato di Minima Coscienza. Si tratta di un numero soltanto presunto, vista la mancanza di uno studio epidemiologico in grado di fornire un riferimento più preciso. Inoltre, non va trascurata l'incidenza delle diagnosi errate, il cui margine si aggirerebbe tra il 60 ed il 70%.
Negli Stati Uniti, si è stimato che vi siano tra 15 000 e 40 000 pazienti in uno stato vegetativo persistente, ma dal momento che i registri di assistenza infermieristica domiciliare sono tenuti in modo impreciso, il numero esatto è difficile da determinare.

## Casi clinici famosi
- Beniamino Andreatta
- Sunny von Bülow
- Gustavo Cerati
- Prichard Colón
- Eluana Englaro
- Michael Schumacher

- Nelson Mandela
- Friso di Orange-Nassau
- Karen Ann Quinlan
- Terri Schiavo
- Ariel Sharon
- Vice Vukov
- Chayito Valdez
- Otto Warmbier